# Oskar Lange
Oskar Lange (de son nom complet Oskar Ryszard Lange) est un économiste et diplomate polonais, né le 27 juillet 1904 à Tomaszów Mazowiecki et mort le 2 octobre 1965 à Londres.

## Biographie
Oskar Lange enseigna brièvement au Royaume-Uni ou aux États-Unis dans les années 1930, où il côtoya Joseph Schumpeter. Il retourna en Pologne communiste après la fin de la Seconde Guerre mondiale et entama une carrière de diplomate tout en continuant son œuvre économique.
Il est connu pour avoir participé au débat intellectuel sur la possibilité du calcul économique dans une économie socialiste lancé par Ludwig von Mises avec son article de 1920 Le calcul économique en régime collectiviste. Avec Fred M. Taylor, Lange tenta de dépasser l'impossibilité pratique d'une économie socialiste avancée par Mises en proposant un « socialisme de marché », où les prix, sans être libres, seraient fixés par l'État, par « essai et erreur », en reprenant des mécanismes de marché.
Son œuvre tente de relier la théorie économique marxiste et celle de l'école néoclassique. Il était en particulier très critique de la théorie de la valeur-travail marxiste.
Il est proche du courant économique dit du "socialisme cybernétique". Cette tradition cybernétique tente de réfléchir aux mécanismes de coordination et de planification sous une économie socialiste.

## Honneurs
Il a reçu le titre de docteur honoris causa de l'université Jagellonne de Cracovie en 1964.
- Commandeur de l'Ordre Polonia Restituta

## Publications

### En polonais
- Wstęp do ekonometrii (1958)
- Ekonomia polityczna (tomo I 1959, tomo II 1965)
- Całość i rozwój w świetle cybernetyki (1962)
- Optymalne decyzje (1964)
- Wstęp do cybernetyki ekonomicznej (1964)

### En anglais

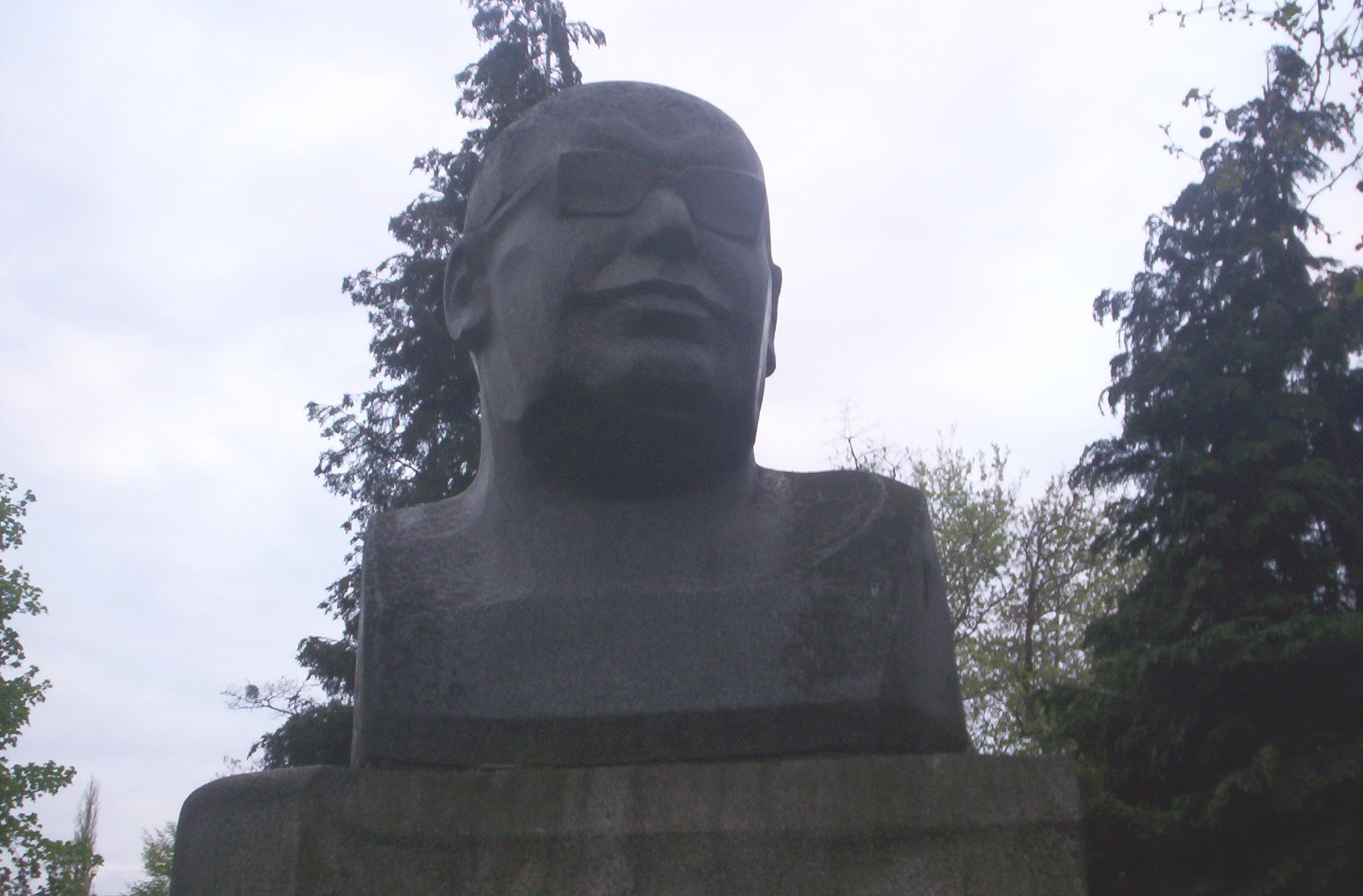
Statue de Lange à la faculté d'économie de Wrocław.

- The Determinateness of the Utility Function, 1934, RES.
- Marxian Economics and Modern Economic Theory, 1935.
- The Place of Interest in the Theory of Production, 1936, RES
- On the Economic Theory of Socialism, 1936, RES.
- On the Economic Theory of Socialism, I & II, 1936, 1937.
- On the Economic Theory of Socialism, 1938.
- The Rate of Interest and the Optimum Propensity to Consume, 1938, Economica
- Saving and Investment: Saving in process analysis, 1939, QJE
- Is the American Economy Contracting?, 1939, AER
- Complementarity and Interrelations of Shifts in Demand, 1940, RES
- Theoretical Derivation of the Elasticities of Demand and Supply: the direct method, 1942, Econometrica
- The Foundations of Welfare Economics, 1942, Econometrica
- The Stability of Economic Equilibrium, 1942, Econometrica.
- Say's Law: A restatement and criticism, 1942, in Lange et al., Studies in Mathematical Economics.
- A Note on Innovations, 1943, REStat
- The Theory of the Multiplier, 1943, Econometrica
- Strengthening the Economic Foundations of Democracy, en collaboration avec Abba Lerner, 1944, American Way of Business.
- Price Flexibility and Employment, 1944.
- The Stability of Economic Equilibrium" (Appendice par Lange, 1944)
- The Rate of Interest and the Optimal Propensity to Consume", 1944, dans Haberler (coordinateur), Readings in Business Cycle Theory.
- The Scope and Method of Economics, 1945, RES.
- Marxian Economic in the Soviet Union, 1945, AER
- The Practice of Economic Planning and the Optimum Allocation of Resources, 1949, Econometrica
- The Economic Laws of Socialist Society in Light of Joseph Stalin's Last Work, 1953, Nauka Paulska (repr. IER, 1954).
- The Political Economy of Socialism, 1958.
- Introduction to Econometrics, 1958.
- Political Economy, 1959.
- The Output-Investment Ratio and Input-Output Analysis, 1960, Econometrica
- Theories of Reproduction and Accumulation, 1961
- Economic and Social Essays, 1930-1960, 1961.
- Economic Development, Planning and Economic Cooperation, 1963.
- Essays on Economic Planning, 1963.
- Optimal Decisions: principles of programming, 1964.
- Wholes and Parts: A general theory of system behavior. 1965
- The Computer and the Market, 1967, in Feinstein, editor, Socialism, Capitalism and Economic Growth.
- Introduction to Economic Cybernetics, 1965.